# Geta (Finlandia)
Geta è un comune finlandese di 507 abitanti, situato nella regione delle isole Åland.

## Società

### Lingue e dialetti
Lo svedese è l'unica lingua ufficiale di Geta; 10,7% parlano altre lingue, compreso il finlandese (4,6%). Il comune ha dato il benvenuto a molti immigrati recenti che parlano altre lingue. 
| %     | Ripartizione linguistica (gruppi principali) |
| ----- | -------------------------------------------- |
| 89,3% | madrelingua svedese                          |
| 4,6%  | madrelingua finlandese                       |